# La ragazza Carla
La ragazza Carla è un poemetto scritto da Elio Pagliarani la cui centralità poetica e linguistica risiede nel passaggio dal neorealismo allo sperimentalismo della neoavanguardia. Il poemetto, o "racconto in versi", è il risultato di una lunga sperimentazione sul genere letterario della poesia narrativa. La ragazza Carla appartiene all'ultima sezione del volume La ragazza Carla e altre poesie, pubblicato da Mondadori nel 1962, e consta di tre capitoli.

## Storia editoriale
Il poemetto è stato scritto tra il settembre 1954 e l'agosto 1957. Alcuni frammenti sono apparsi nel 1959 sul n. 14 di "Nuova Corrente", con il titolo Progetti per la ragazza Carla.
Sempre nel 1959, con il titolo Fondamento del diritto delle genti, compaiono sul n. 1 del "Verri" i versi 416-457.
La differenza fra questa edizione e quella definitiva, che uscirà nel 1960 integralmente sul n. 2 del "Menabò", consiste solamente nel carattere grafico dei versi che cambieranno da tondi in corsivo o viceversa.
Nel 1961 parte del poemetto viene pubblicato nell'antologia "I Novissimi" curata da Alfredo Giuliani, mentre nel 1962 esce la prima edizione in volume, per Mondadori, con l'unica variante di un verso.

## Trama
Il poemetto racconta la "moderna educazione sentimentale" della diciassettenne protagonista Carla Dondi, che vive in un piccolo appartamento lungo una traversa di viale Ripamonti, alla periferia di Milano, insieme alla madre, alla sorella Nerina e al cognato Angelo. L'opera si snoda fra l'inizio dell'autunno del 1947 e la primavera del 1948 e narra alcuni episodi della vita della giovane Carla, a partire dal matrimonio della sorella con Angelo, che toglie spazio fisico ed emotivo a Carla, per poi snodarsi lungo alcune tappe fondamentali per la sua crescita quali la scuola serale di dattilografia, il lavoro alla Transocean Limited, una ditta di import-export, il tentativo di seduzione del signor Praték, socio dell'azienda, e infine la relazione con Aldo, suo collega.
La storia narrata inizia all'inizio dell'autunno del 1947, con il narratore che presenta Carla e la sua famiglia. La famiglia di Carla fa parte del sottoproletariato: il padre, l'uomo di casa, è deceduto e la madre arrotonda la misera pensione confezionando pantofole, mentre Angelo, rimasto molto segnato da un'esperienza in Germania durante la seconda guerra mondiale, lavora in un'industria di radio che sta per essere messa in liquidazione. Per tale ragione Carla viene iscritta ad un corso di dattilografia vicino alla Bocconi, così da poter trovare un impiego e aiutare economicamente la famiglia, a maggior ragione dopo il matrimonio fra Nerina e Angelo. Durante le lezioni Carla conosce Piero, un ragazzo più o meno coetaneo, che si offre di accompagnarla a casa e perciò iniziano a passare del tempo insieme. Una sera di dicembre, dopo essere coraggiosamente passati per il gelido e buio parco Ravizza, si apre davanti a loro lo scenario di una Milano luminosa e idilliaca, ma l'idillio viene bruscamente rotto da Piero che si mette a parlare di calcio.
Successivamente Carla trova un impiego come dattilografa alla Transocean Limited, i cui uffici si trovano in piazza Duomo.
Così si presenta Carla in tutta la sua scialba e burocratica realtà. Il suo nome è diventato, con il lavoro, un codice anagrafico e quando è sera, la giovane, che si sente annullata, cerca con le mani il suo viso per rassicurarsi.
Il suo destino viene scandito dai versi del poeta attraverso i luoghi, le ore, i nomi nella più muta quotidianità.
La seconda parte del poemetto scorre tra i ritmi che il lavoro impone, il corteggiamento di un collega, i viaggi sul filobus e termina con una filastrocca triste e piena di armonia.
La storia di Carla si conclude tristemente nella terza e ultima parte quando, per non perdere il posto di lavoro, la protagonista deve umiliarsi e chiedere scusa al padrone per aver rifiutato le sue avances.
Carla, ormai giovane donna smaliziata e inghiottita dal mondo, imparerà a mettersi le calze nere e il rossetto per tornare al lavoro.
Finisce così la "favola urbana" di Carla nella monotonia dei giorni tutti uguali.
In chiusura del poemetto due serie di endecasillabi di stile perfettamente classico vengono inseriti da Pagliarani come un moto di rivendicazione sulla piattezza dell'esistenza.

## Scelte linguistiche
Il poemetto "La ragazza Carla" rappresenta, tra le opere di Pagliarani, un esemplare dello sperimentalismo che caratterizza la neoavanguardia.
In esso il poeta opera la "sliricizzazione" della lingua poetica adottando un tono dimesso e privo di tensione emotiva mediante il ricorso allo stile della lingua parlata nelle sue forme maggiormente trasandate (sintassi frantumata, giunzioni antigrammaticali, anacoluti) e utilizzando anche il linguaggio pubblicitario e commerciale.
L'autore riesce ad incastrare i vari pezzi del discorso e i vari elementi della realtà senza sovrapporre alcun giudizio ma utilizzando solamente la pura e nuda registrazione.

## Edizioni
- Elio Pagliarani, La ragazza Carla e altre poesie, Mondadori, 1962, ISBN non esistente.
- Elio Pagliarani, La ragazza Carla e nuove poesie, a cura di Alberto Asor Rosa, collana Oscar, Mondadori, 1978, ISBN non esistente.
- Elio Pagliarani, La ragazza Carla, collana Gli elefanti, Garzanti, 2006, ISBN 88-11-67832-3.
- Elio Pagliarani, La ragazza Carla, prefazione di Aldo Nove, collana le Silerchie, il Saggiatore, 2016, ISBN 978-88-4282-266-0.
- Elio Pagliarani, La ragazza Carla, collana La Piccola Cultura, il Saggiatore, 2021, ISBN 978-88-4282-863-1.